# Château de Courcelles (Montigny-lès-Metz)
Pour les articles homonymes, voir Château de Courcelles.
Le château de Courcelles est un château situé à Montigny-lès-Metz, dans le département de la Moselle.

## Histoire
L'édifice a été construit en 1713 par Charles Joseph de Courcelles, la première mention du château date de 1716 sur le plan de Nicolas Duchêne comme appartenant à Monsieur de Courcelles.
Il passa ensuite à Barbe de Courcelles, sa fille qui l'a eu en héritage.
Le château de Courcelles et la partie centrale du parc sont un site classé et les parties latérales du parc un site inscrit par arrêté du 15 septembre 1950 au titre des sites classés.